# 克魯克斯頓鎮區 (明尼蘇達州波爾克縣)
克魯克斯頓鎮區（英語：Crookston Township）是位於美國明尼蘇達州波爾克縣的一個行政鎮區。

## 歷史
克魯克斯頓鎮區於1876年設立，得名自早期定居者上校威廉·克魯克斯（Col. William Crooks）。

## 地方資料
克魯克斯頓鎮區的面積為96.76平方千米，當中陸地面積為96.66平方千米，而水域面積為0.10平方千米。根據2020年美國人口普查的數據，當地共有人口441人，而人口密度為每平方千米4.56人。